# Serbowka

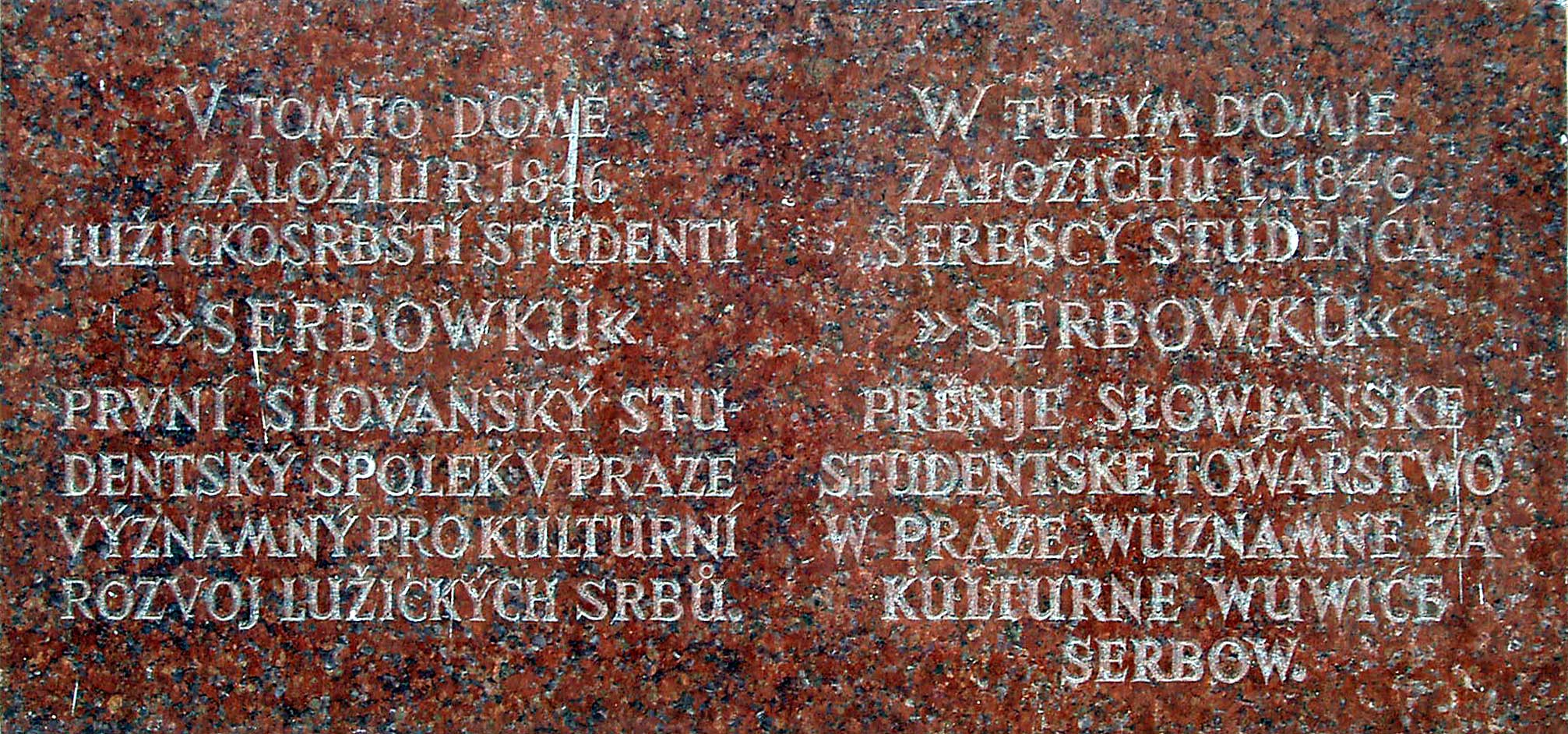
Gedenktafel am Wendischen Seminar in Prag: „In diesem Haus gründeten sorbische Studenten 1846 den Verein ‚Serbowka‘, die erste slawische Studentenvereinigung in Prag, bedeutend für die kulturelle Entwicklung der Sorben“

Die Serbowka (deutsch „Sorbin“ im Sinne von „die Sorbische“) war eine Vereinigung sorbischer katholischer Studenten und Gymnasiasten in Prag. 
Sie wurde am 21. Oktober 1846 am Wendischen Seminar gegründet und war der erste sorbische Studentenverein außerhalb Deutschlands. Hauptziel des Vereins war die Pflege und Förderung der sorbischen Sprache und Kultur und damit die Festigung eines sorbischen Nationalbewusstseins ihrer Mitglieder. Mit Studentenvereinen anderer slawischer Völker fand ein reger kultureller Austausch statt. 

## Verlegung nach Bautzen und Erfurt
Mit der Auflösung des Wendischen Seminars 1922 wurde auch die Serbowka sistiert. 1923 nahm die Freie Vereinigung katholischer Geistlicher der wendischen Lausitz in Bautzen die Zusatzbezeichnung „Łužiska Serbowka“ an und unterstützte die Wiederbegründung der Serbowka in Bautzen. Gemäß der Statuen von 1923 wurde der ursprüngliche Mitgliederkreis und Zweck beibehalten: 

„§ 3 Jeder studierende Wende, der sich auf das katholische Priesteramt vorbereitet, kann Mitglied der Serbowka werden.“

1925 wurde ein sorbischer Sprachverein Serbowka an der Karls-Universität in Prag gegründet, der sich zwar in der Tradition der Serbowka sieht, aber sich sorbischen Studenten aller Fachrichtungen öffnete. Am 19. März 1939 mit dem Einmarsch der Wehrmacht in Prag aufgelöst, wurde der Verein 1946 in Prag und ab 1975 am Philosophisch-Theologischen Institut in Erfurt weitergeführt. Bei Abwesenheit sorbischer Studenten ruht die Vereinstätigkeit.

## Bedeutende Mitglieder
Bedeutende sorbische Intellektuelle wie Michał Hórnik, Jakub Bart-Ćišinski, Jakub Lorenc-Zalěski und Jakub Skala waren Mitglieder der „Serbowka“ am Wendischen Seminar.